# Kick V
Kick V (stilizzato in kiCK iiiii) è l'ottavo album in studio della musicista venezuelana Arca, pubblicato il 3 dicembre 2021 dalla XL Recordings.

## Antefatti e realizzazione
Già nell'aprile 2020, durante la promozione dell'album Kick I, Arca aveva rivelato alla rivista statunitense Pitchfork che ci sarebbe stata una serie "kick", parlando tuttavia di quattro album in totale, senza accennare ad un quinto. Il 3 settembre 2021, dopo l'uscita del remix per il singolo Rain on Me di Lady Gaga e Ariana Grande, contenente campionamenti dei brani Time e Mequetrefe (da Kick I), Arca avrebbe dichiarato definitivamente conclusa l'era di Kick I, così da «spostarsi all'era Kick II e oltre». Il brano apripista della nuova stagione, Incendio, viene pubblicato il 27 settembre 2021, venendo successivamente incluso in Kick III.
Con il rilascio dei primi singoli estratti da ciascun album, Arca rivela gradualmente la pubblicazione di Kick II, Kick III e Kick IV per il 3 dicembre 2021; a dispetto dei piani iniziali, tuttavia, i tre album vengono pubblicati rispettivamente il 30 novembre, il 1º dicembre e il 2 dicembre 2021. Nonostante la musicista non lo avesse annunciato, le copertine animate incluse nel video musicale di Prada/Rakata e alcuni indizi sui social della stessa Arca lasciavano intendere l'esistenza di un quinto e ultimo album della serie, confermato poi dalle recensioni di alcune riviste come Stereogum. Le tracce inedite dell'album erano state inoltre rivelate in anteprima ad un listening party organizzato da XL Recordings a New York, Città del Messico, Londra, Barcellona e Tokyo.
Kick V viene dunque pubblicato, con sorpresa di molti, il 3 dicembre 2021, concludendo definitivamente la serie Kick. L'album è stato pubblicato in formato CD ed LP il 20 maggio 2022, insieme agli altri dischi kick.

## Copertina
La copertina è una creazione visiva in 3D realizzata da Frederik Heyman e ritrae un avatar di Arca in sella ad un tapiro, eretto su un piedistallo come un monumento, circondato da ghirlande di fiori e da uno scenario tetro e apocalittico. La scena è ispirata alla statua della divinità venezuelana María Lionza ad opera di Alejandro Colina, situata a Caracas.

## Accoglienza
| Recensione           | Giudizio |
| -------------------- | -------- |
| Metacritic           | 77/100   |
| AllMusic             |          |
| The A.V. Club        | B-       |
| Evening Standard     |          |
| Exclaim!             | 8/10     |
| The Guardian         |          |
| The Line of Best Fit | 8/10     |
| Loud and Quiet       | 8/10     |
| NME                  |          |
| Pitchfork            | 7.8/10   |
| The Skinny           |          |

Kick V ha raggiunto su Metacritic un punteggio di 77 punti su 100, in base a 13 recensioni professionali.
Stereogum ha definito Kick V «bello allo stesso modo dell'album omonimo di Arca del 2017 — c'è molto pianoforte e scale smorzate di cori, oltre ad una traccia con il leggendario Ryūichi Sakamoto. È una conclusione appropriata e meditativa del progetto nella sua interezza».
The Guardian e Rolling Stone Italia hanno definito l'album di genere ambientale e lo hanno confrontato con lo stile musicale di Aphex Twin e dei Boards of Canada. Under the Radar ha rilevato un'influenza minimalista ed orchestrale, mentre Exclaim! lo definisce una commistione tra musica classica e sperimentale.

## Tracce
Testi e musiche di Alejandra Ghersi, eccetto dove indicato.
1. In the Face – 0:47
2. Pu – 2:36
3. Chiquito – 3:08
4. Estrogen – 2:44
5. Ether – 4:05
6. Amrep – 2:56
7. Sanctuary (feat. Ryūichi Sakamoto) – 3:09
8. Tierno – 3:45
9. Músculos – 5:22
10. La Infinita – 4:50
11. Fireprayer – 3:55 (musica: Alejandra Ghersi, Sia)
12. Crown – 4:38

## Formazione
Crediti tratti dall'edizione streaming dell'album.
Musicisti
- Arca — arrangiamenti, testi, voce
- Ryūichi Sakamoto — performer associato (traccia 7)

Produzione
- Arca – produzione, missaggio
- Sia — autrice della musica (traccia 11)
- Alex Epton – missaggio (tracce 4, 7)

Copertina
- Arca – concept, scenario, symbolic gestation, personaggio in copertina
- Frederik Heyman – concept, scenario, creazione visiva 3D
- Mimic Productions – creazione avatar, mocap
- Andrea Chiampo – sculture 3D
- Daniel Sallstrom – trucco
- Rubèn Mármol – parrucco
- Arne De Coster – assistente 3D
- Studio M – tipografia
- Bounce Rocks & Shaun MacDonald – produzione

## Date di pubblicazione
| Nazione | Data            | Formati                       | Etichetta     |
| ------- | --------------- | ----------------------------- | ------------- |
| Varie   | 3 dicembre 2021 | Streaming · Download digitale | XL Recordings |
| Varie   | 20 maggio 2022  | CD · LP                       | XL Recordings |